# Hendrik Simon Johannes Rose
Hendrik Simon Johannes Rose (Delft, 11 oktober 1825, Den Haag, 24 maart 1888) was een Nederlands waterbouwkundige.

## Opleiding en eerste werkkringen
Hij deed in 1841 (het vergelijkend) examen voor Cadet van den Waterstaat, waarvoor twee plaatsen beschikbaar gesteld waren. Hij slaagde daarin niet voor het vak van de waterstaat, waarvoor hij zich had opgegeven, desondanks werd hij in september van het jaar toch toegelaten. In oktober 1845 werd hij als aspirant-ingenieur van de waterstaat en te Groningen geplaatst. In april 1849 werd hij bevorderd tot ingenieur en werd hij arrondissementsingenieur te Zutphen en in oktober 1854 in Breda. In april 1857 werd hij in Den Haag bij de Algemene Dienst geplaatst. Maar al na vijf maanden werd hij weer overgeplaatst naar Breda, en in mei 1858 kwam hij in Terneuzen terecht. Tot dan toe had hij zich niet echt onderscheiden, maar in Terneuzen ging hij zich echt in zijn vak verdiepen, mede door de inspiratie van zijn chef Christiaan Brunings. In januari 1865 ging hij naar Gorinchem waar hij betrokken was bij de aanleg van de Nieuwe Merwede. Onder leiding van zijn chef Jean Frédéric Augier  kon hij hier zijn naam als een harde werker bevestigen.

## Noord Brabant
In oktober 1867 werd hij bevorderd tot hoofdingenieur in de provincie Noord-Brabant. Volgens Ramaer heeft hij in deze periode veel rapporten geschreven, maar daarvan is slechts een enkele bewaard bij het Nationaal Archief. Geen van deze rapporten is als drukwerk gepubliceerd.

## De rivieren
Omdat hij een specialist op het gebied van de rivieren was werd hij in 1873 overgeplaatst naar Den Haag omdat toen door minister Geertsema besloten was om het rivierbeheer centraal te voeren en niet meer in de arrondissementen. Hij kwam toen te werken onder de toen net benoemde inspecteur Pieter Caland. Alle stukken van de hoofdingenieurs betreffende rivieren moesten door Rose's handen gaan en op deze wijze hoopte men hierin meer eenheid te zullen brengen. Met ingang van 1875 werd het rivierbeheer volledig van de andere waterstaatstaken gescheiden, alleen de aanleg van de Nieuwe Waterweg bleef onder de directe leiding van Caland. Rose mocht zelf zijn ingenieurs kiezen en koos degenen met de meeste werkkracht, jonge mannen vol ambitie. Het voordeel van werken bij deze afdeling was dat de ingenieurs daar hun dienstreizen mochten declareren. Voor alle andere ingenieurs was een vast (meestal onvoldoende) vergoeding in hun salaris opgenomen (dit werd "abonnement" genoemd). In 1884 werd deze regeling afgeschaft, en konden alle ingenieurs hun dienstreizen declareren.

## De Rotterdamse Waterweg
Rose, die tot 1878 nooit lid van overheidscommissies geweest was, werd door minister Tak van Poortvliet in de commissie voor de Rotterdamse Waterweg benoemd, samen met J.F.W. Conrad, maar niet Pieter Caland. In deze commissie zaten daarnaast nog enkele politici. Caland vond het maar iets dat hij niet in die commissie benoemd was en vroeg daarom of hij ook niet ontheven kon worden van de werken bij Hoek van Holland. Dat gebeurde, en ingaande 1 april 1878 kreeg Rose er die verantwoordelijkheid bij.

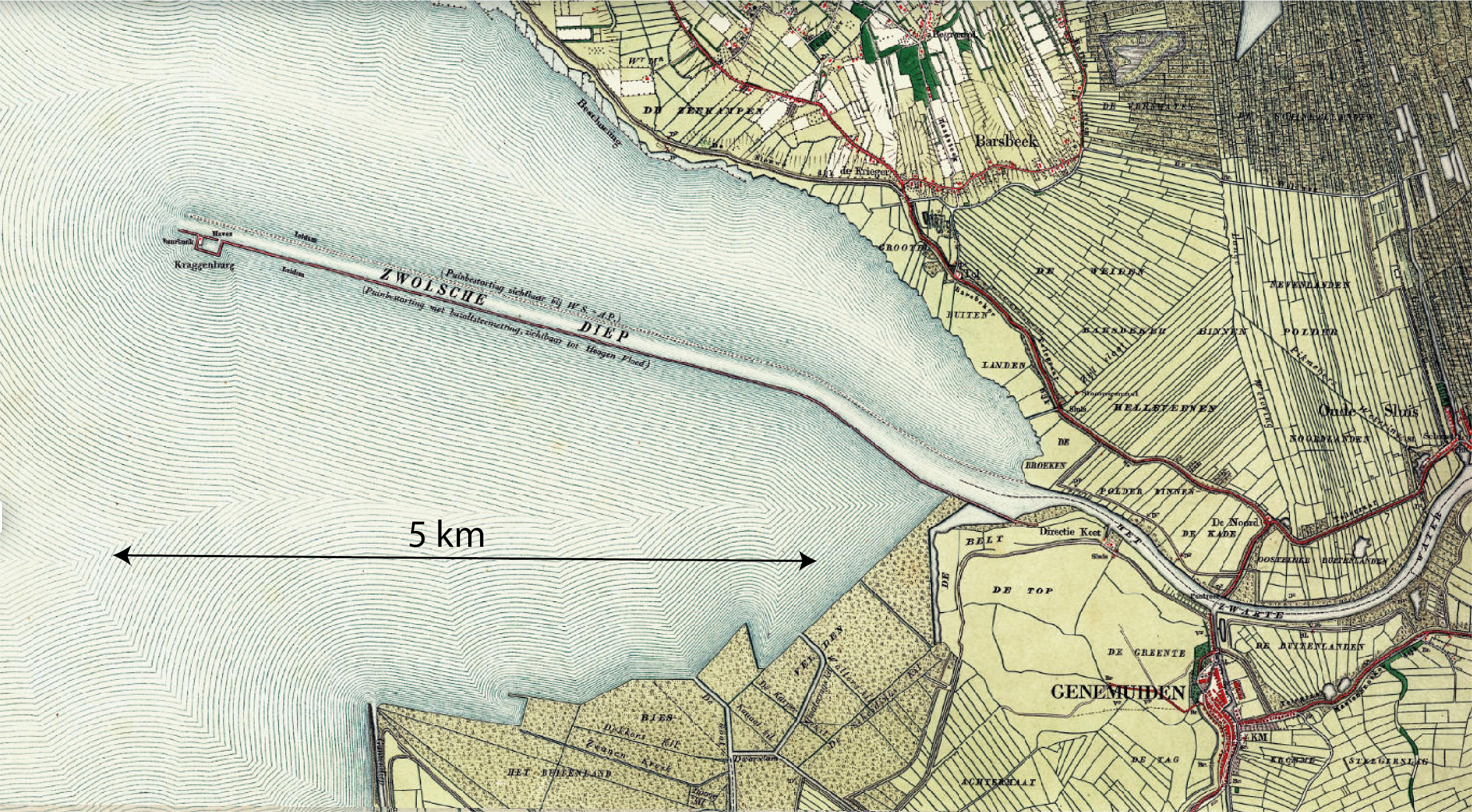
Locatie van het Zwolse Diep en Kraggenburg vanaf 1850 tot ca 1930

In 1878 werd hij ook benoemd in de Staatscommissie onderzoek naar de tegenwoordige toestand van het Zwolsche Diep. Er was al jaren gedoe over het Zwolse Diep, wat zelf in 1856 tot een parlementaire enquête hierover geleid had. De commissie kwam in 1879 met haar eindrapport. Het voorstel was om de noordelijke dam wat naar het noorden te verplaatsen, waardoor er meer mogelijkheid was voor de zeilvaart om te laveren. Dit voorstel is niet uitgevoerd, men heeft met wat baggerwerk het grootste probleem verholpen. De minister heeft toen Caland er ook nog eens naar laten kijken; Rose was hierdoor zeer gepikeerd. Hij schreef aan de minister dat als Z. Exc. hem niet voldoende vertrouwde, het beter was, hem een andere dienst op te dragen. Omdat de minister (Tak van Poortvliet) ook al een probleem met hem had n.a.v. een brochure van Jan Abel Adriaan Waldorp  tot aanbeveling van een kanaal Amsterdam-Gorinchem (de minister vermoedde dat deze brochure ingegeven was door Rose) vond de minister dit een goede aanleiding om hem per 15 november 1878 over te plaatsen naar zijn vroegere werkkring te 's-Hertogenbosch.

## Terug in Noord-Brabant

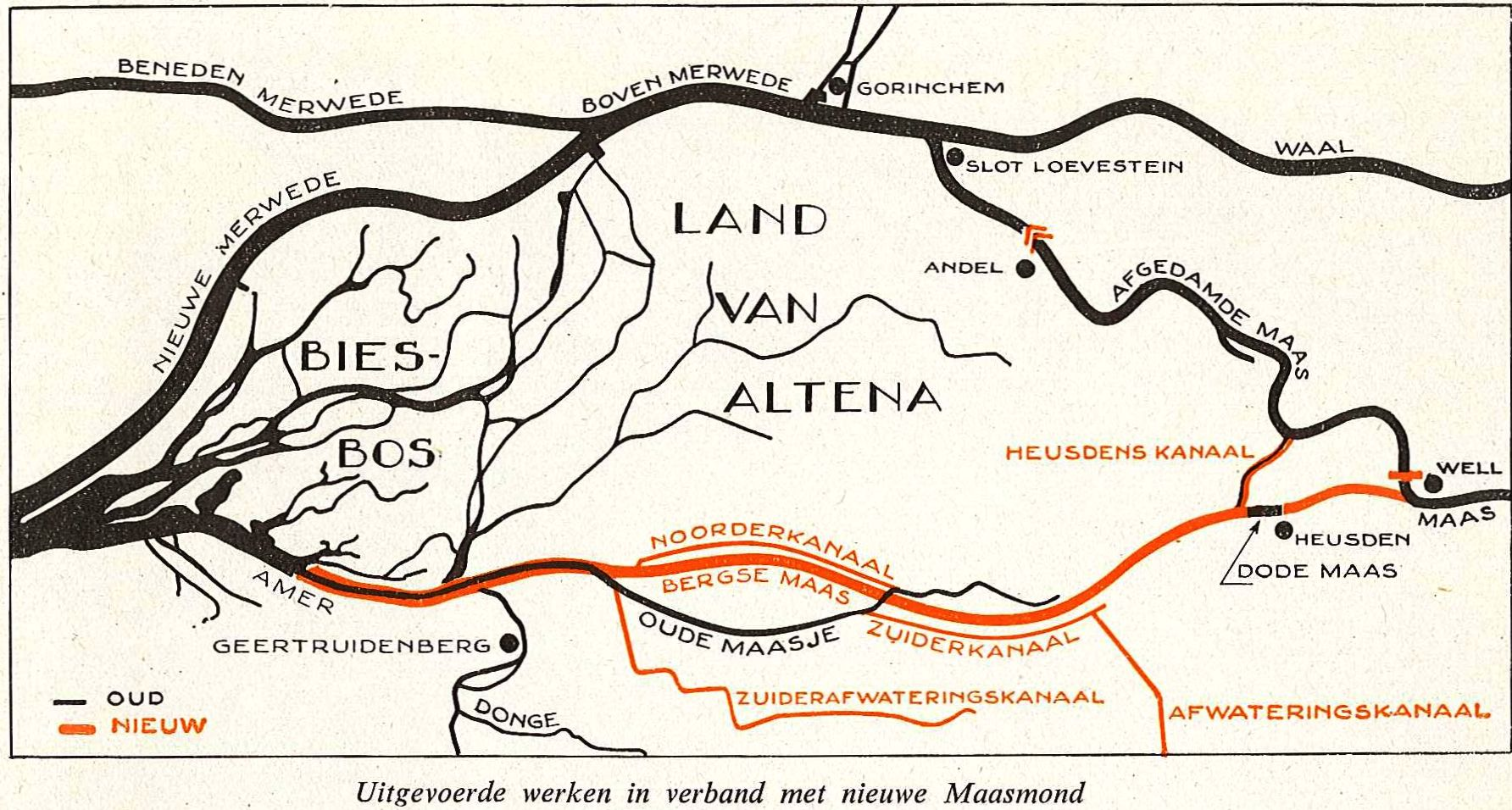
Het plan zoals uitgewerkt door Rose

Hier hield hij zich in de eerste plaats bezig met de vraag, hoe het noordoostelijk deel van Noord-Brabant, in het bijzonder de omstreken van 's-Hertogenbosch, te vrijwaren van de toen bijna jaarlijks terugkerende overstromingen. Hij stelde in een nota van 8 juni 1880 voor om de Maasmond te verleggen van Well naar Keizersveer bij Geertruienberg. Dit plan was ontwikkeld door C.F.M.H. Schnebbelie en Tutein Nolthenius, Rose heeft dit plan technisch uitgewerkt, aangegeven welke werken nodig zijn en voorspellingen gedaan over wat te verwachten is als de Maas zo verlegd zou worden. Deze voorspellingen zijn behoorlijk goed uitgekomen toen het plan eenmaal uitgevoerd was (in 1904).
In Noord-Brabant had men in hem een groot vertrouwen.

## Inspecteur
Toen de minister van Waterstaat, Handel en Nijverheid Klerck in 1881 de Waterstaat reorganiseerde werd Rosé een van de twee inspecteurs. Tot zijn inspectie hoorde het rivierbeheer en de provincies Gelderland, Noord-Brabant, Limburg en Zuid-Holland. Rose was voor minister Klerck een grote steun, zowel bij de behandeling van zijn wetsvoorstel tot aanleg van het Merwedekanaal als bij dat tot verlegging van de Maasmond.

## Privé
Hij was de zoon van de rijksbouwmeester Willem Nicolaas Rose en jonkvr. Johanna Maria van Alphen. Hij bleef ongehuwd. Hij heeft tot zijn overlijden gewerkt, hij is overleden aan suikerziekte.
- Biografisch Portaal: 13213097